# Anton Schütz (Fußballspieler)
Anton Schütz (* 25. Oktober 1927 in Köln; † 20. November 2007 ebenda) war ein deutscher Fußballspieler.
Der Verteidiger spielte in der Saison 1951/52 für den 1. FC Köln viermal in der Oberliga West. Am 28. Oktober 1951, den 9. Spieltag, gegen Alemannia Aachen setzte ihn der damalige Spielertrainer Hennes Weisweiler erstmals ein. Das Spiel ging mit 1:4 verloren. Zum Saisonende verließ Schütz gemeinsam mit Weisweiler den Verein und wechselte zum Rheydter Spielverein, für den er bis 1956 aktiv war.

## Vereine
- 1951–1952 1. FC Köln
- 1952–1956 Rheydter Spielverein

## Statistik
- Oberliga West
4 Spiele 1. FC Köln

| Personendaten    | Personendaten            |
| ---------------- | ------------------------ |
| NAME             | Schütz, Anton            |
| KURZBESCHREIBUNG | deutscher Fußballspieler |
| GEBURTSDATUM     | 25. Oktober 1927         |
| GEBURTSORT       | Köln                     |
| STERBEDATUM      | 20. November 2007        |
| STERBEORT        | Köln                     |